# Файрстоун, Шуламит
Шуламит Файрстоун (Суламифь Файерстоун, англ. Shulamith Firestone, 7 января 1945 — 28 августа 2012) — канадская феминистка, одна из основоположниц радикального феминизма, основательница нескольких феминистических организаций США («Радикальные женщины Нью-Йорка», «Красные чулки», «Радикальные феминистки Нью-Йорка»), написала книгу «Диалектика пола» (The Dialectic of Sex: The Case for Feminist Revolution), оказавшую значительное влияние на последующее развитие феминизма.

## Биография
Шуламит бат Шмуль Бен Ари Фейерштайн была второй из шести детей в ортодоксальной еврейской семье, она родилась в Оттаве, выросла в Канзас-Сити и Сент-Луисе. Её мать, Кейт Вайсс, была германской еврейкой, бежавшей от холокоста. Отец — Сол Фейерштайн, торговец с Бруклина, принимал участие во Второй мировой войне, в частности — участвовал в освобождении концентрационного лагеря Берген-Бельзен. Фамилия семьи была американизирована, когда Шуламит была ещё ребёнком. Тогда же семья переехала в Сент-Луис. Отец семейства с юности был ортодоксальным евреем, и в семье он ревностно контролировал поведение детей, с особенным гневом относясь к Шуламит, которая протестовала против бытового сексизма, отказываясь, к примеру, заправлять за братом постель «потому что ты же девочка». Ссоры отца и дочери доходили до обоюдных угроз физической расправой.
Мать, Кэти Файрстоун, разделяла пассивную позицию в отношении женских прав и обязанностей, характерную для «поведения еврейских женщин».
В начале 1970-х годов Шуламит практически полностью отошла от политического активизма, переехала на Сент-Маркс-Плейс в Нью-Йорке, работала художницей. В 1980-х годах у неё развилась шизофрения. Её последней книгой стала Airless Spaces (1998) — сборник рассказов, основанных на её собственном опыте госпитализации из-за шизофрении. Персонажи рассказов не просто вынуждены бороться с ментальной болезнью и бедностью, но и проходить при этом через страх, унижение, беспомощность, стыд, одиночество.
Шуламит Файрстоун боролась с болезнью до самой своей смерти в 2012 году.

## Образование
Шуламит поступила в Университет Вашингтона в Сент-Луисе, а в 1967 году получила степень по живописи в Школе Чикагского института искусств.